# Suzy Parker
Suzy Parker Dillman, nata Cecilia Ann Renee Parker (San Antonio, 28 ottobre 1932 – Montecito, 3 maggio 2003), è stata una modella e attrice statunitense, attiva dal 1947 fino agli anni sessanta.

## Carriera
Figlia di un inventore e discendente di Annie Oakley, l'eroina del Texas, Suzy Parker era inoltre sorella minore della supermodella Dorian Leigh (nata Dorian Elizabeth Parker). Fu proprio grazie alla sorella che ottenne un contratto con la prestigiosa agenzia di moda Ford Models. Già all'età di quindici anni una foto della Parker comparve sulla rivista Life, a cui seguirono alcune campagne pubblicitarie, la più importante delle quali fu quella per Chanel. La stessa Coco Chanel divenne sua amica e confidente.
La sua carriera di modella raggiunse tuttavia l'apice negli anni cinquanta, quando apparve su decine di copertine (fra cui Vogue ed Elle), pubblicità, film e programmi televisivi. Fu la protagonista di numerose campagne pubblicitarie della Revlon, ma anche per altre aziende di cosmetici, poiché all'epoca nessuna modella aveva contratti in esclusiva. Solo nei primi anni settanta Lauren Hutton e Karen Graham firmeranno contratti in esclusiva, rispettivamente per la Revlon e per Estée Lauder.
Divenne la musa di Richard Avedon, e fu modello di ispirazione per il personaggio interpretato da Audrey Hepburn in Cenerentola a Parigi (1957), film in cui la Parker apparve in un cameo di due minuti.
Suzy Parker fu la prima modella ad ottenere guadagni per circa 100.000 dollari l'anno, e l'unica ad avere una canzone dei Beatles dedicata a lei, benché mai pubblicata.
Nel 1964 si ritirò quasi totalmente dalla carriera di modella, dopo aver subito gravi ferite in seguito da un incidente automobilistico. Abbandonò progressivamente le scene per dedicarsi alla famiglia, andando a vivere con il terzo marito, l'attore Bradford Dillman, da cui ebbe tre figli, a Montecito, dove morì il 3 maggio 2003 all'età di settant'anni.

## Filmografia

### Cinema
- Cenerentola a Parigi (Funny Face), regia di Stanley Donen (1957)
- Baciala per me (Kiss Them for Me), regia di Stanley Donen (1957)
- Un pugno di polvere (Ten North Frederick), regia di Philip Dunne (1958)
- Donne in cerca d'amore (The Best of Everythng), regia di Jean Negulesco (1959)
- Battaglie di spie (A Circle of Deception), regia di Jack Lee (1960)
- La pelle che scotta (The Interns), regia di David Swift (1962)
- I tre di Ashiya (Flight From Ashiya), regia di Michael Anderson (1964)
- Lo strangolatore di Baltimora (Chamber of Horrors), regia di Hy Averback (1966)

### Televisione
- Producers' Showcase – serie TV, 1 episodio (1957)
- Playhouse 90 – serie TV, 1 episodio (1957)
- La legge di Burke (Burke's Law) – serie TV, 2 episodi (1963)
- Ai confini della realtà (The Twilight Zone) – serie TV, episodio 5x17 (1964)
- Il dottor Kildare (Dr. Kildare) – serie TV, 1 episodio (1964)
- Gli inafferrabili (The Rogues) – serie TV, episodio 1x10 (1964)
- Vacation Playhouse – serie TV, episodio 3x01 (1965)
- Tarzan – serie TV, episodio 1x12 (1966)
- Polvere di stelle (Bob Hope Presents the Chrysler Theatre) – serie TV, 1 episodio (1967)
- Operazione ladro (It Takes a Thief) – serie TV, 1 episodio (1968)
- Mistero in galleria (Night Gallery) – serie TV, 1 episodio (1970)

## Doppiatrici italiane
- Dhia Cristiani in Baciala per me, Un pugno di polvere, Donne in cerca d'amore, Battaglia di spie